# 김항곤
김항곤(金恒坤, 1951년 10월 1일 ~)은 대한민국의 정치인이다. 제68·69대 경상북도 성주군수이다.

## 학력
- 1964 대구교육대학교부설초등학교 졸업
- 1967 대구중학교 졸업
- 1970 경북고등학교 졸업
- 1975 영남대학교 경제학 학사
- 1999 경북대학교 행정대학원

## 경력
- 청와대 경호실
- 대법원장 경호대장
- 2004.1 ~ 2005.7 경북 청도경찰서 서장
- 대구 성서경찰서 서장
- 2008.3 ~ 2009.7 경북 성주경찰서 서장
- 한나라당 고령·성주·칠곡 당협부위원장
- 2010.7 ~ 2018.6 제68,69대 민선 5,6기 경상북도 성주군수(재선, 새누리당)
- 자유한국당 고령·성주·칠곡 당협부위원장
- 2019.1 ~ 2020.2: 자유한국당 고령·성주·칠곡 당협위원장

## 역대 선거 결과
|  | 55.24% |

|  | 65.32% |